# Чорнобильський провулок
Чорно́бильський прову́лок — зниклий провулок у Святошинському районі міста Києва, місцевість Біличі. Пролягав від вулиці Академіка Єфремова до Осінньої вулиці.

## Історія
Провулок виник у 1-й половині XX століття, мав назву Шкільна вулиця. Сучасна назва — з 1955 року. Спочатку простягався до вулиці Патріарха Володимира Романюка, скорочений у зв'язку з сучасною забудовою.
Через знесення старої забудови станом на 2011 рік до Чорнобильського провулку не приписаний жодний будинок, а замість нього тепер пролягають два внутрішньоквартальні проїзди до багатоповерхових будинків, які не сполучаються між собою. Однак офіційної інформації про ліквідацію провулку наразі немає, провулок включено до офіційного довідника «Вулиці міста Києва» та містобудівного кадастру, він продовжує позначатися на деяких картах.

## Зображення

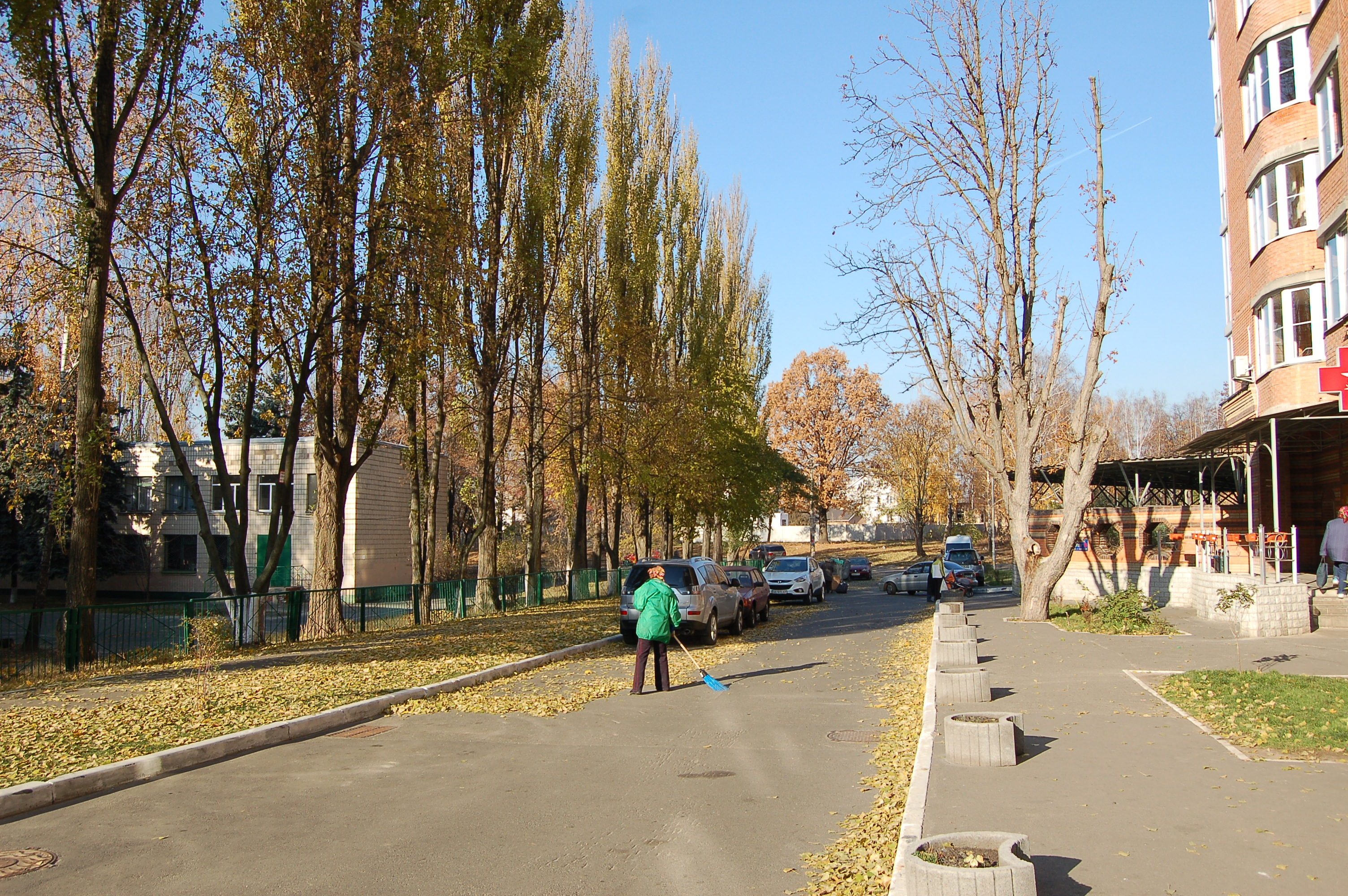